# مايك لي (لاعب هوكي الجليد)
مايك لي (بالإنجليزية: Mike Lee)‏ هو لاعب هوكي الجليد أمريكي، ولد في 5 أكتوبر 1990 في فارغو في الولايات المتحدة.

## وصلات خارجية
- مايك لي على موقع دوري الهوكي الوطني (الإنجليزية)
- مايك لي على موقع EliteProspects.com (الإنجليزية)
- مايك لي على موقع HockeyDB.com (الإنجليزية)